# Celama harouni
Celama harouni är en fjärilsart som beskrevs av Edward P. Wiltshire 1951. Celama harouni ingår i släktet Celama och familjen trågspinnare. Inga underarter finns listade i Catalogue of Life.